# Сильвердоум
«Сильвердоум» (англ. Silverdome), в прошлом «Понтиак Сильвердоум» — крытый спортивный стадион, расположенный в городе Понтиак (штат Мичиган). Стадион был домашней ареной для «Детройт Лайонс» (НФЛ) в 1975—2001 годах, «Детройт Пистонс» (НБА) в 1978—1988 годах, «Детройт Экспресс» (Североамериканская футбольная лига) в 1978—1980 годах, «Мичиган Пантерс» (USFL) в 1983—1984.
Арена принимала 4 игры во время чемпионата мира по футболу в 1994 году. В 1979 году на арене проходил Матч всех звёзд НБА, Супербоул XVI 24 января 1982 года. В 1987 году папа Иоанн Павел II отслужил мессу на этой арене. 29 марта 1987 года во время pay-per-view шоу WrestleMania III был установлен рекорд посещаемости спортивных соревнований для крытых спортивных арен — 93 173 человек. 14 и 15 июля 1994 года группа Pink Floyd выступила в рамка тура «The Division Bell Tour».

## Продажа
Финансовый кризис в городе Понтиак привел к тому, что муниципалитет не мог содержать больше «Понтиак Сильвердоум» и вынужден был выставить в октябре 2009 года арену на аукцион. В ноябре 2009 года «Сильвердоум» был продан на аукционе Williams & Williams канадскому риэлтору Андреасу Апостополосу за символическую сумму в 583 000 долларов.

## Повторное открытие
«Сильвердоум» был заново открыт 23 апреля 2010 года для соревнований.

## Текущее состояние
В 2014 году было объявлено, что будет проведён аукцион по продаже оставшегося имущества на стадионе, включая сидения и арматуру.